# Carlos Braconi
Carlos E. Braconi (ur. 23 września 1947) – argentyński zapaśnik walczący w obu stylach. Olimpijczyk z Montrealu 1976, gdzie zajął dziesiąte miejsce w stylu klasycznym i trzynaste w stylu wolnym. Walczył w wadze superciężkiej.
Brązowy medalista i czwarty na igrzyskach panamerykańskich w 1975 roku.

## Letnie Igrzyska Olimpijskie 1976
| Konkurencja             | Rundy eliminacyjne      | Rundy eliminacyjne           | Klas. końcowa |
| Konkurencja             | Przeciwnik I            | Przeciwnik II                | Miejsce       |
| ----------------------- | ----------------------- | ---------------------------- | ------------- |
| +100 kg styl klasyczny. | Einar Gundersen (NOR) P | Aleksandr Kołczinski (URS) P | 10.           |

| Konkurencja         | Rundy eliminacyjne      | Rundy eliminacyjne    | Klas. końcowa |
| Konkurencja         | Przeciwnik I            | Przeciwnik II         | Miejsce       |
| ------------------- | ----------------------- | --------------------- | ------------- |
| +100 kg styl wolny. | Yorihide Isogai (JPN) P | Mamadou Sakho (SEN) P | 13.           |